# The Florida spiritual
The Florida spiritual is een componistie van John Foulds.
Foulds had enige tijd interesse in de negrospirituals. Er zijn drie werken van hem die daaraan gerelateerd zijn. Zijn grootste werk daarin Fantasie of negro-spirituals uit 1932 voor koor en orkest stamt uit 1932. Twee andere werkjes Mississippi Savannah en The Florida spiritual vormen samen opus 71. Daarvan geraakte Mississippi Savannah niet verder dan een manuscript. The Florida spiritual wist het wel tot een uitgeverij te brengen en verscheen als orkestpartituur en een versie voor twee piano’s bij W. Paxton & Co. Het is niet bekend of Foulds voor zijn spiritual uit Florida een specifieke spiritual voor ogen had. Foulds laat in dit werk het orkest zucht- en neuriegeluiden voortbrengen als referentie van een geloofsgemeenschap in het zuiden van de Verenigde Staten.   